# Дорошенко Олександр Миколайович (головний сержант)
Дорошенко Олександр Миколайович  — головний сержант Збройних Сил України, учасник російсько-української війни, що загинув у ході російського вторгнення в Україну в 2022 році.  

## Історія
Народився Олександр 30 листопада 1985 року в с. Займище, закінчив 9 класів місцевої школи.  Вступив до Щорського  ПТУ № 7, де в 2003 році здобув професію тракториста. Працював водієм в ТОВ «Астра». Згодом почав займатися підприємницькою діяльністю.З 28 квітня 2004 року по 4 жовтня 2005 року проходив строкову військову службу  у військовій частині А 2084, на посаді командира відділення. 
Повномасштабне Вторгнення
Після початку повномасштабного вторгнення російської федерації в Україну 16 квітня 2022 року був призваний на військову службу по мобілізації до роти охорони 2 відділу Корюківського РТЦК та СП.
З 18 жовтня 2023 року був відкомандирований до військової частини А 4784, де продовжив службу на посаді головного сержанта 1-го механізованого взводу 5-ї механізованої роти 2-го механізованого батальйону. 
9 січня 2024 року в районі села Синьківка Куп’янського  району Харківської області, відданий військовій присязі на вірність українському народу, мужню виконавши військовий обов’язок, в б
ою за Україну, її свободу і незалежність, Дорошенко Олександр загинув внаслідок ворожого обстрілу, отримавши поранення не сумісне з життям.